# Widukind van Corvey
Widukind van Corvey (?, ca. 925 - Corvey, na 973) was een belangrijke Saksische geschiedschrijver. Hij is de auteur van de Res gestae Saxonicae ("Saksengeschiedenis"), de geschiedenis van het volk der Saksen. Mogelijk is hij een nakomeling van de bekende Saksische hertog Widukind, de tegenspeler en vijand van Karel de Grote.
Widukind trad vóór 942, nog onder abt Volkmar I, in de benedictijner Abdij van Corvey. Daar schreef hij van 967 tot 968 (later tot 973 voortgezet) "De Saksengeschiedenis van Widukind van Corvey in drie boeken" (Latijn: Widukindi monachi Corbeiensis rerum gestarum Saxonicarum libri tres), opgedragen aan Mathilde van Quedlinburg, de dochter van Otto I. Zij was de eerste abdis van de Abdij van Quedlinburg en was - evenals mogelijk Widukind van Corvey zelf - een afstammelinge van de Saksische hertog Widukind. In de Saksengeschiedenis beschrijft hij de sagen van de Saksen en geeft hij tegelijk de meest levendige getuigenis van de tijd van Hendrik I en Otto I, waarbij de laatste het zwaartepunt van zijn werk vormt. Widukind is doordrongen van de grootsheid en de betekenis van de Saksen in het verleden en van de omhoog geklommen Oost-Frankische koningen, de heersers van zijn tijd. Er zijn drie manuscripten bewaard gebleven van Widukinds Gesta, waarvan er één geschreven was in Benevento, ten zuiden van Rome. . Een manuscript van de Res gestae saxonicae sive annalium libri tres werd in 1532 voor het eerst gepubliceerd in Bazel en bevindt zich nu in de British Library. Er zijn twee andere manuscripten bewaard gebleven. De beste uitgave is in de Monumenta Germaniae Historica Scriptores, uitgegeven door G. Waitz (Hannover en Berlijn 1826).
Widukind van Corvey begint met de oorlogen tussen Theuderik I, de koning van Austrasië, en de Thüringers, waarin de Saksen een grote rol spelen. Een zijsprong naar de bekering van de Saksen tot het christendom onder Karel de Grote brengt zijn verhaal tot in de tijd van de Saksische hertogen. Hij beschrijft de regering van Hendrik de Vogelaar tot in details. Het tweede boek opent met de verkiezing van Otto de Grote tot Duits koning en beschrijft de opstanden tegen diens regering. Hij gaat voorbij aan de gebeurtenissen in Italië en eindigt met de dood van Otto's vrouw Edith in 946.
Widukind laat de keizerskroning van Otto I in Rome onvermeld en hij geeft het van de Paus afhankelijke keizerrijk een  - aan de antieke voorstellingen van de soldatenkeizers ontleende - eigen, "Romevrije" keizersidee. Zo is de nooit tot keizer gekroonde Hendrik I voor hem eveneens imperator en heeft Otto I deze aanduiding gekregen na de overwinning in de slag op het Lechveld tegen de Hongaren in 955.
Widukinds werk is op grond van zijn sterk pro-Saksische grondslag en een reeks van twijfelachtige uitspraken in zijn bronwaarde meervoudig omstreden. Zo worden bijvoorbeeld zijn uitspraken inzake de overgang van de heerschappij van Koenraad I op Hendrik I en de koningskroning van Otto I bekritiseerd.